# Land-See-Windsystem

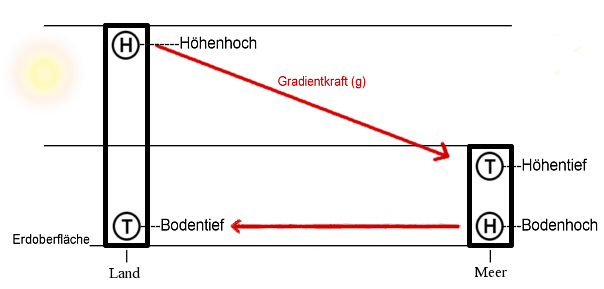
Die Luft bewegt sich, der Gradientkraft folgend, vom Hoch zum Tief.

Skizze zum Land-Seewind-System
A Seewind / B Landwind

Land-See-Windsystem ist ein meteorologischer Begriff, der sowohl ein gekoppeltes System im Mikroklima aus Land- und Wasseroberflächen, über denen es zur Ausbildung von See- und Landwinden kommt, als auch das durch diese Winde erzeugte Zirkulationssystem selbst bezeichnet.
Die Ursache des jeweiligen Windes ist thermischer Natur und beruht auf der zwei- bis dreimal so schnellen Erwärmung bzw. Abkühlung der Luft über einer Landoberfläche im Vergleich zur Luft über einer Wasseroberfläche. Die erste theoretische Erklärung des Phänomens stammt von James Pollard Espy (1785–1860).
Sofern keine vorherrschende Windrichtung mit sehr kräftigen Winden aufgrund der Großwetterlage die Herausbildung des Land-See-Windsystems verhindert, ist an Meeresküsten und an großen Binnenseen ein regelmäßiger Wechsel der Windrichtung zu beobachten. Die Luftmassen über dem Wasser bleiben während des Wechsels von Tag und Nacht näher am Tagesmittelwert als die Luftmassen über einer Landfläche.

## Auflandiger Wind (Seewind)
Eine Landfläche erwärmt sich am Tage durch die Sonneneinstrahlung wesentlich schneller als eine Wasserfläche, da Wasser eine größere spezifische Wärmekapazität c hat, und gibt so mehr Wärme an die Luft ab. Warme Luft dehnt sich aus und wird leichter. Deshalb beginnt sie in einer größeren Entfernung vom Gewässer über dem Land aufzusteigen. So kommt es durch Sonneneinstrahlung auf dem Land zu Konvektionserscheinungen. Es entsteht ein Höhenhoch, die Luft fließt aufgrund der Konvergenz in Richtung des über dem Gewässer in der Höhe relativ niedrigeren Luftdrucks ab, der Luftdruck am Boden wird durch die dadurch leichter werdende Luftsäule geringer. So entsteht in Bodennähe eine Sogwirkung auf die Luftmassen über dem Meer oder See, diese bewirkt eine Ausgleichsströmung, verursacht durch die sich herausbildende Luftdruckdifferenz in der Größenordnung von 2 hPa zwischen dem thermischen Bodentief über der Landoberfläche und dem Bodenhoch über der Wasseroberfläche.
- Seewind: Luftmassen strömen vom Wasser aufs Land, da sich dieses aufgrund des relativ geringen c-Wertes von bspw. Boden, Beton, Häusern, (Dachziegeln c= 0,73 kJ/(kg·K)) und Asphalt tagsüber schneller aufheizt. Wasser dagegen heizt sich aufgrund des höheren c-Wertes von 4,18 kJ/(kg·K) wesentlich langsamer auf. Daher steigen tagsüber Luftmassen über Land auf und es kommt zu einer Ausgleichsbewegung durch vom Wasser aus nachströmende Luftmassen (=Seewinde).

## Ablandiger Wind (Landwind)
Nachts kühlt die Luft über dem Land stärker ab, was den umgekehrten Prozess in Gang setzt: Die Luft wird schwerer und in Bodennähe entsteht ein höherer Luftdruck. Es entsteht ein Bodenhoch. Das Wasser hält die Tageswärme länger gespeichert als die Landfläche. Meist sinken schon am späten Nachmittag die Boden- und die Lufttemperatur deutlich. Nachts ist die Luft über der Wasserfläche im Vergleich zu der über der Landfläche leichter und beginnt aufzusteigen. Das bedeutet: Abends, noch mehr nachts, dreht sich diese Zirkulation um.
- Landwind: Luftmassen strömen vom Land zur See.[2] Land kühlt sich viel schneller ab als die See, wegen viel geringerer c-Werte der genannten Stoffe, (Dachziegel, c = ca. 0,73 kJ/(kg·K)). D. h. wesentlich geringere spezifische Wärmekapazität  als Wasser (4,18 kJ/(kg·K)). Nun ist das Wasser relativ wärmer; nun steigt über der See die Luft auf- und relativ kältere Luftmassen strömen vom Land weg zur See nach.

## Aspekte des Wassersports
Die verschiedenen, teilweise auch zeitlich wechselnden Windrichtungen sind für mehrere Formen des Wassersports von großem Reiz, können aber auch Gefahren mit sich bringen, wenn die Rückkehr an Land erschwert wird.
Für das Segeln ist ein stärke- und richtungsmäßig beständiger Wind meist beliebter als ein häufiger Wechsel. Die geografische Lage mancher Küstenabschnitte prädestiniert sie dafür. Beständige Winde – die nicht nur bei „Schönwetter“ auftreten können – erleichtern die Planung eines Törns und das Kreuzen gegen den Wind. Durch die lokalen, zeitlich wechselnden Windsysteme (siehe oben) kommt ein zusätzlicher Reiz hinzu, kann aber nachmittags bei ablandigem Wind oft die Rückkehr erheblich erschweren. Manche Segelsportler nächtigen daher gerne auf vorgelagerten Inseln und treten die Rückfahrt erst am nächsten Vormittag – meist unter erleichterten Umständen – an.
Für Windsurfer und insbesondere Wellenreiter, aber auch für Kitesurfer, ist die Charakteristik eines Küstenabschnitts (Surfspot) besonders wichtig und interessant. Für die Richtung des Windes relativ zur Strandlinie unterscheiden sie zwischen onshore (auflandig), offshore (ablandig) und sideshore (seitlicher Wind). Viele Windsurf-Reviere sind wegen stabiler Windverhältnisse des einen oder anderen Typs besonders beliebt, beispielsweise Teile Skandinaviens oder das Westufer vom Neusiedler- und das Nordufer des Gardasees für offshore-Winde (bei Südwind eher sideshore), bzw. die Camargue und große Teile der Ostsee für onshore-Verhältnisse. Nicht zuletzt deshalb wurde Kiel zur „Hauptstadt“ des Windsurfens.